# Waseem Ahmad
Waseem Iftikhar Ahmad (* 15. November 1970 in Sialkot) ist ein ehemaliger dänischer Basketballspieler.

## Werdegang
Der in Pakistan geborene Ahmad wuchs als Basketballspieler beim Stevnsgade Basketball Klub im Kopenhagener Stadtteil Nørrebro auf. Als Student gehörte er von 1992 bis 1994 der Basketballmannschaft des Hartnell College im US-Bundesstaat Kalifornien an.
Er gehörte lange Stevnsgades Mannschaft in der höchsten dänischen Spielklasse, Basketligaen, an. 1995 gewann der 1,80 Meter große Ahmad als Spielmacher und Leistungsträger mit Stevnsgade die dänische Meisterschaft sowie den dänischen Pokalwettbewerb. Er bestritt 316 Spiele für Stevnsgades Herrenmannschaft und stellte damit eine Vereinsbestmarke auf, 2002 beendete er seine Laufbahn, nachdem Ahmad zuvor von Verletzungen geplagt war. Er wurde in Kopenhagen-Nørrebro in der Jugendarbeit tätig. Im Oktober 2003 kehrte er als Spieler des Falcon Basketball Klub aufs Spielfeld zurück, in der Saison 2010/11 spielte Ahmad noch für den Zweitligisten Høbas Basketball. Er bestritt Länderspiele für die dänische Herrennationalmannschaft.
Beruflich wurde Ahmad unter anderem im Handel mit Sportartikeln tätig.